# Официрски дом у Скопљу
Официрски дом у Скопљу била је грађевина у центру града, која је постојала од 1929. до 1963. године. Аутор пројекта био је архитекта Василиј Фјодорович фон Баумгартен, руски емигрант. Обнова зграде је у току, а њен планирани завршетак је до 2016. године.

## Историја
На месту Дома се пре налазила стара Бурмали џамија, срушена 1924-25. године. Затим је приликом копања темеља за дом пронађено „читаво турско гробље”.
Камен темељац дома је постављен 18. јуна 1925. у присуству краља Александра, градња је завршена до 1929. године. Аутор пројекта био је архитекта Василиј Фјодорович фон Баумгартен. Дом је до почетка Другог светског рата коришћен у сврхе одржавања великих банкета и гала-вечери за имућне грађане.
Након 1945, званично име зграде било је Дом ЈНА. Унутрашњост Дома је од 1955. године била обогаћена монументалним мозаиком македонског сликара Борка Лазеског.
Дом је тешко страдао у земљотресу 26. јула 1963. године; урушио се цели предњи део зграде с кулом, те су власти закључиле да га се не исплати обнављати. Простор је након тога рашчишћен и служио као паркиралиште.

## Планови за обнову
Влада Републике Македоније је 2007. године најавила обнову Официрског дома, а 2011. грчка приватна фирма „ДиСи Прајм Пропертис“ купила је земљиште за 630,000 евра. Грчки инвеститор се уговором обвезао да ће, уз зграду хотела „Мариот“, кога планира да обнови на оригиналној локацији у центру, уз њега обновити зграду Дома према оригиналним нацртима. Зграда би углавном служила за потребе хотела, али један њен део просторија треба да буде предан за нови кабинет градоначелника и дворану за венчања.
На јесен 2012, Министарство транспорта РМ објавило је да је инвеститор добио дозволу из изградњу и за довршетак зграде има рок од 6 година.
У међувремену је поновна изградња Дома смештена у контекст владиног пројекта „Скопље 2014“, којем је циљ дати нови „европскији“ изглед главном граду Македоније. Обнова Дома, као грађевине срушене у земљотресу није једина: зграда Народног позоришта обновљена је 2013, а на месту старе зграде Народне банке (страна Трга супротна од оне где ће бити обновљени Дом) саграђена је њена модерна интерпретација.